# Miquel VI d'Alexandria
|  | Per a altres significats, vegeu «Miquel VI l'Estratiòtic». |

Miquel VI va ser el 92è papa d'Alexandria i patriarca de la seu de Sant Marc des del 1476/1477 fins al 1478.